# George Carlin
Pour les articles homonymes, voir Carlin (homonymie).
George Carlin, né le 12 mai 1937 à New York (New York) et mort le 22 juin 2008 à Santa Monica (Californie),, est un humoriste, acteur et scénariste américain.
S'inscrivant dans la lignée d'humoristes de stand-up tels Lenny Bruce ou Richard Pryor, Carlin est célèbre pour son attitude irrévérencieuse et ses observations sur le langage, la psychologie, la religion, la politique, ainsi que de nombreux sujets tabous aux États-Unis. Son sketch Seven dirty words datant de la fin des années 1970 fait l'objet d'un jugement de la Cour suprême des États-Unis.
En 2008, il reçoit à titre posthume le prix Mark-Twain. En 2017, le magazine Rolling Stone le classe deuxième sur sa liste des 50 meilleurs humoristes de stand-up de tous les temps, derrière Richard Pryor.

## Biographie

### Jeunesse
George Carlin naît à New York et grandit à Morningside Heights, un quartier de Manhattan (qu'il surnommera « le Harlem blanc »). Il est élevé par sa mère, Mary Beary, qui quitte son père quand George a deux mois. Il racontera plus tard que son père, Patrick Carlin, qui fut directeur national de la publicité pour le New York Sun, avait un sérieux problème d'alcoolisme. Sa mère fut secrétaire pour le président de l'association nationale des publicitaires. Il révélera par ailleurs que sa mère, alors enceinte de lui, était sur le point d'avorter, mais s'est rétractée après avoir eu une vision de sa propre mère, morte six mois plus tôt, en contemplant un tableau dans la salle d'attente. Il n'a jamais revu son père après sa petite enfance.
À l'âge de 14 ans, Carlin quitte l'école et s'engage dans l'Air Force, se formant au métier de technicien radar. Il sert à la Barksdale Air Force Base à Bossier City en Louisiane. Dans le même temps, il commence à travailler en tant que disc jockey dans une ville à proximité de la base militaire. Il ne termine pas son service : considéré par ses supérieurs comme « non productif », il est congédié en juillet 1957.

### Carrière
À 18 ans, George Carlin commence à écrire quelques sketches et à se produire dans des night clubs en tant qu'humoriste. Il rencontre le succès et apparaît dans les programmes de variété à la télévision dans les années 1960.
Il développe une série de sketches qu'il réunit dans son premier album sorti en 1967, enregistré durant un spectacle réalisé l'année précédente : Take Offs and Put Ons. En 1961, il se marie à Brenda Hosbrook qu'il a rencontrée alors qu'il était en tournée.

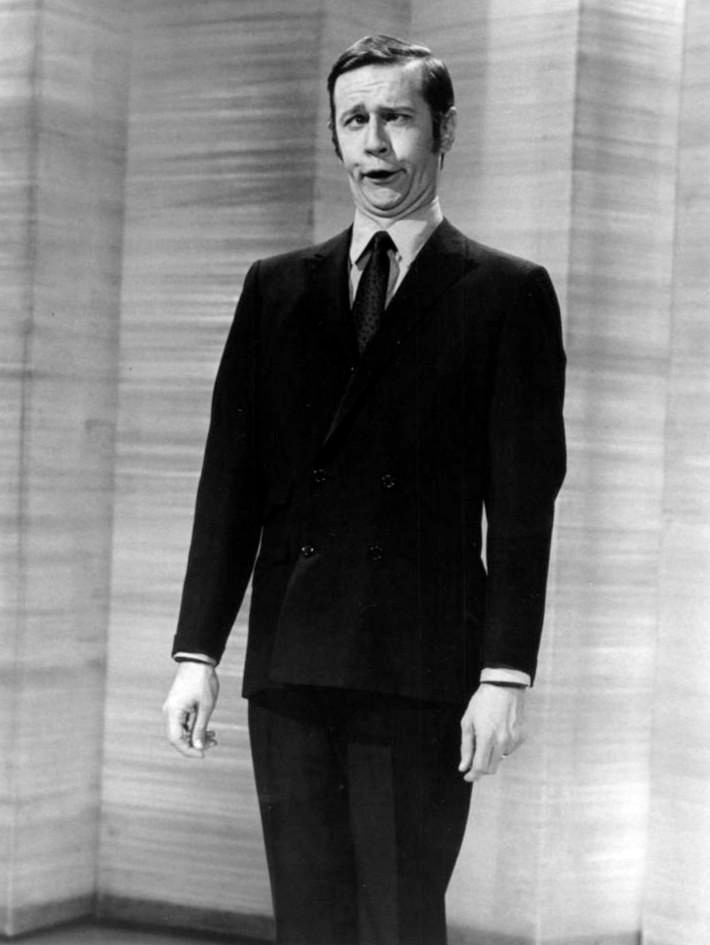
George Carlin en 1969 dans l'émission télévisée This Is Tom Jones.

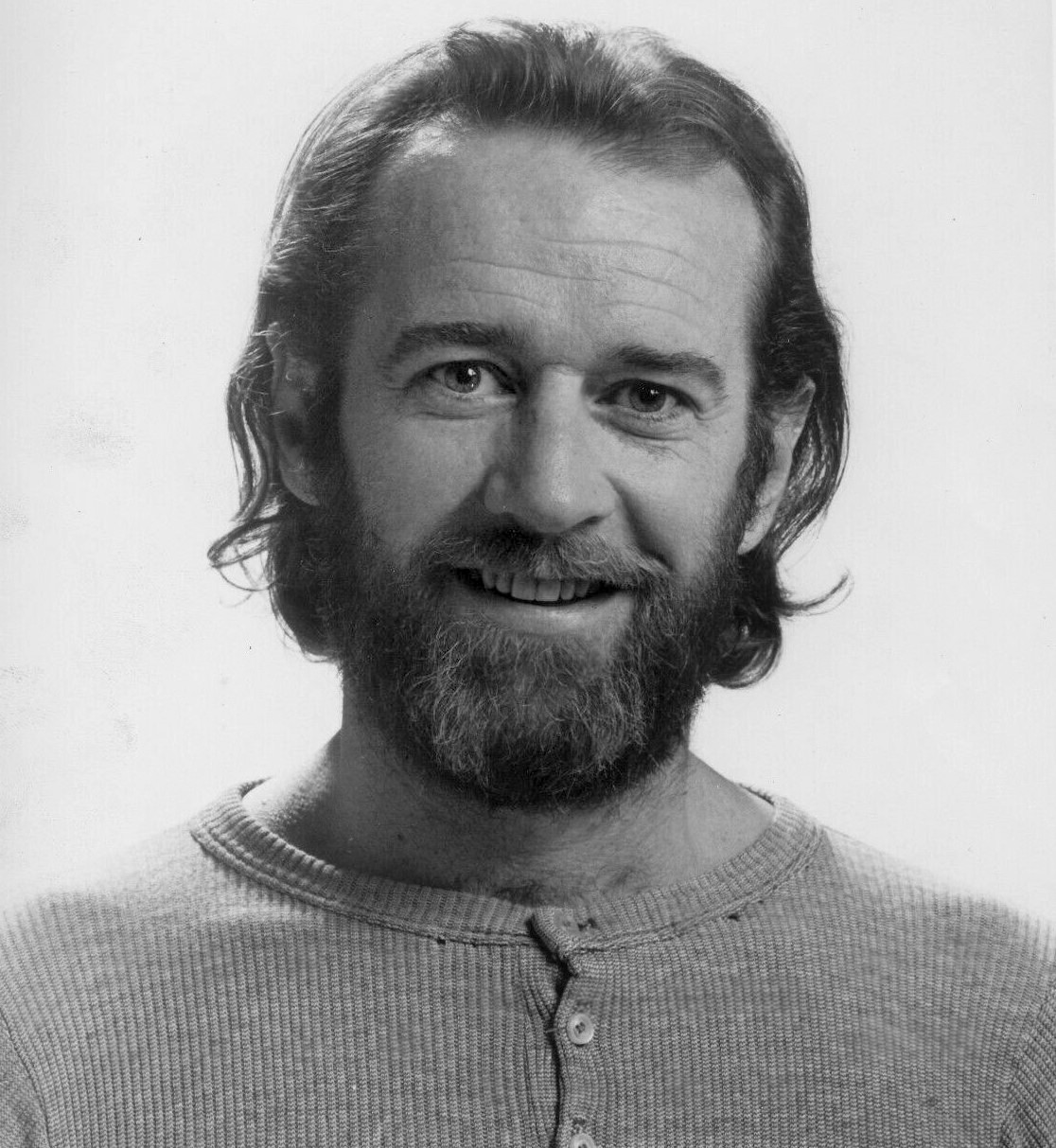
Portrait de Carlin en 1975.

Dans les années 1970, il crée et développe le sketch Seven dirty words, qui traite de sept mots jugés vulgaires que personne n'a le droit de dire à la télévision aux États-Unis (shit, piss, fuck, cunt, cocksucker, motherfucker, et tits).
Ce sketch reste certainement le plus connu de sa carrière, en partie pour ses conséquences judiciaires. En effet, Carlin est arrêté pendant un spectacle à Milwaukee dans le Wisconsin en 1972, pour violation des lois locales relatives à la vulgarité du langage employé lors de représentations publiques ; l'affaire est classée sans suite la même année : le juge déclare que les propos étaient certes « indécents » mais n'enfreignaient pas la loi dans la mesure où ceux-ci ne provoquaient aucun désordre. En 1973, un homme se plaint auprès de la Commission Fédérale des Communications (FCC) après que son fils a entendu ce fameux sketch à la radio. La station de radio est assignée en justice par la FCC pour avoir violé les règles concernant l'utilisation de langage obscène. En 1978, la décision de la Cour suprême des États-Unis déclare que les propos de Carlin étaient « indécents mais non obscènes », et que la FCC aurait autorité pour interdire de telles émissions de radio durant les créneaux horaires où des enfants seraient susceptibles d'être à l'écoute.
Cette controverse augmente la popularité de George Carlin, qui poursuit sur ce thème des mots vulgaires, à la suite de quoi le gouvernement est amené à réguler le contenu des diffusions publiques pour éviter l'usage de langage trop vulgaire sur les ondes. Il existe ainsi sept mots qui ne peuvent pas être prononcés à l'antenne, sous peine d'une amende assez lourde.[pas clair][Passage contradictoire]
En 1975, il devient le premier animateur de l'émission Saturday Night Live sur la chaîne NBC.
Sa carrière se poursuit ensuite avec des spectacles (faisant l'objet d'albums et de diffusions sur la chaîne câblée HBO) tels que A Place For My Stuff (1981), Playin' With Your Head (1986), Jammin' in New York (1992), Back in town (1996), Complaints and Grievances (2001), Life is Worth Losing (2005), It's Bad For Ya (2008).
George Carlin a également joué dans des séries télévisées et des films comme Le Prince des marées (1991), Dogma (1999) et Scary Movie 3 (2003). Il a aussi participé au film d'animation Cars (2006), interprétant la voix de Fillmore, le Minibus Volkswagen.

### Mort
George Carlin avait des antécédents de problèmes cardiaques couvrant trois décennies, au cours desquelles il a eu trois crises cardiaques (en 1978, 1982 et 1991), une arythmie nécessitant une procédure d'ablation chirurgicale en 2003, et un épisode important d'insuffisance cardiaque à la fin de 2005. Il a subi par deux fois une angioplastie pour dégager des artères obstruées. Fin 2004, il entre dans un centre de désintoxication pour le traitement de la dépendance à l'alcool et au Vicodin.
Il meurt le 22 juin 2008 au Saint John's Health Center (en) de Santa Monica en Californie des suites d'un arrêt cardiaque, à l'âge de 71 ans,. Sa mort survient une semaine après sa dernière représentation à l'Orleans hotel-casino de Las Vegas. Conformément à ses souhaits, son corps a été incinéré et les cendres ont été dispersées devant diverses boîtes de nuit où il a joué à New York et sur le Spofford Lake (en), ainsi qu'à Chesterfield dans le New Hampshire, où il a participé à un camp d’été à l'adolescence.

## Thèmes
Très critique envers la société américaine, George Carlin a notamment affirmé, au sujet de l'idéal du « rêve américain » (american dream) : « On l’appelle "rêve américain" parce qu’il faut être endormi pour y croire. »

## Discographie
- 1966 :Take Offs and Put Ons
- 1972 : 
  - FM & AM
  - Class Clown
- 1973 : Occupation: Foole
- 1974 : Toledo Window Box

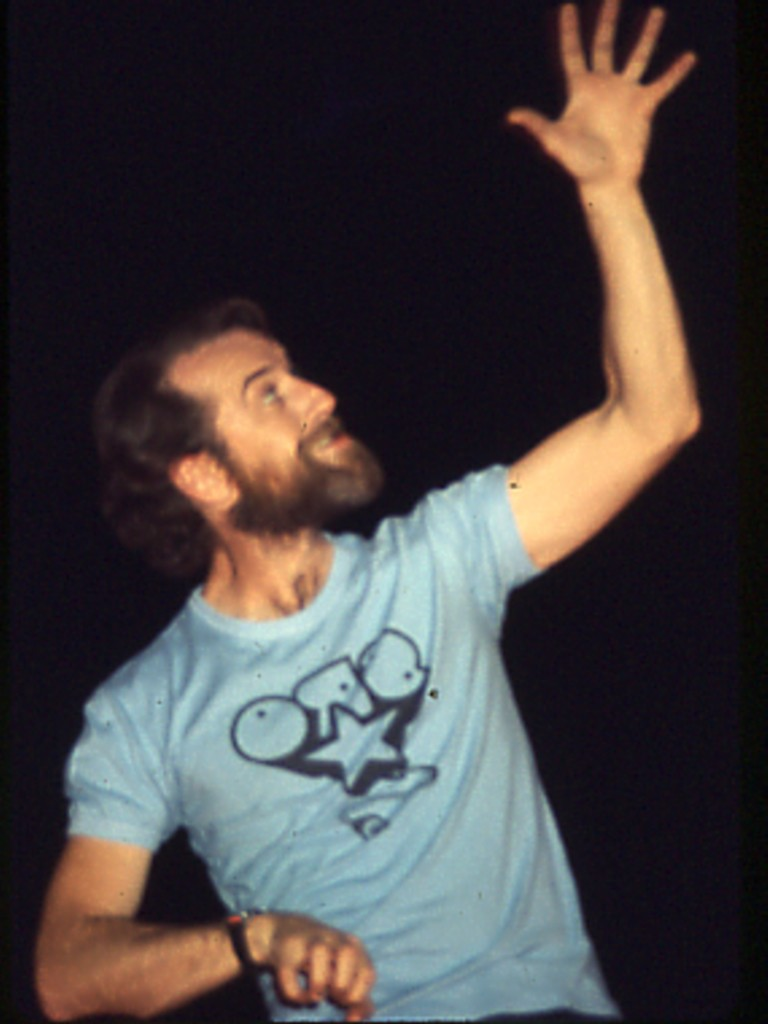
George Carlin sur scène à Harrisburg dans les années 1970.

- 1975 : An Evening with Wally Londo Featuring Bill Slaszo
- 1977 : On the Road
- 1981 : A Place for My Stuff
- 1984 : Carlin on Campus
- 1986 : Playin' With Your Head
- 1988 : What Am I Doing In New Jersey?
- 1990 : Parental Advisory: Explicit Lyrics
- 1992 :
  - Jammin' in New York
  - Classic Gold (Classic Gold)
- 1995 : Killer Carlin
- 1996 : Back in Town
- 1999:
  - You Are All Diseased
  - The Little David Years (1971-1977)
- 2001 : Complaints and Grievances
- 2002 : George Carlin on Comedy
- 2005 : Life Is Worth Losing
- 2008 : Its Bad for Ya

## Filmographie

### Cinéma
- 1968 : Il y a un homme dans le lit de maman de Howard Morris : Herbie Fleck
- 1976 : Car Wash de Michael Schultz : le chauffeur de taxi
- 1979 : Americathon (en) de Neal Israel : le narrateur
- 1987 : Une chance pas croyable d'Arthur Hiller : Franck
- 1989 : L'Excellente Aventure de Bill et Ted de Stephen Herek : Rufus
- 1991 : Les Folles Aventures de Bill et Ted de Peter Hewitt : Rufus
- 1991 : Le Prince des marées de Barbra Streisand : Eddie Detreville
- 1999 : Dogma de Kevin Smith : le cardinal Glick
- 2001 : Jay et Bob contre-attaquent de Kevin Smith : l’auto-stoppeur
- 2003 : Scary Movie 3 de David Zucker : l'architecte
- 2004 : Père et Fille de Kevin Smith : Bart Trinke, le père d'Oliver
- 2005 : Tarzan 2 : L'Enfance d'un héros de Brian Smith : Zugor (voix)
- 2005 : The Aristocrats de Penn Jillette et Paul Provenza : lui-même
- 2006 : Cars de John Lasseter et Joe Ranft : Fillmore (voix)
- 2007 : Cendrillon et le Prince (pas trop) charmant de Paul J. Bolger : le magicien (voix)

### Télévision
- 1966 : The Kraft Summer Music Hall
- 1966 : That Girl
- 1977 - 2008 : 14 émissions spéciales pour HBO :

- George Carlin at USC
- George Carlin: Again!
- Carlin at Carnegie Hall
- Carlin on Campus
- Playin' With Your Head
- What Am I Doing In New Jersey?
- Doin' It Again
- Jammin' In New York
- 40 Years of Comedy
- Back In Town
- You Are All Diseased
- Complaints and Grievances
- Life is Worth Losing
- It's Bad For Ya

- 1988 : Justin Case
- 1994 : The George Carlin Show sur la Fox
- 1991 - 1998 : Thomas the Tank Engine and Friends
- 1991 - 1993 : Shining Time Station sur PBS
- 1991 - 1998 : Thomas et ses amis

## Publications

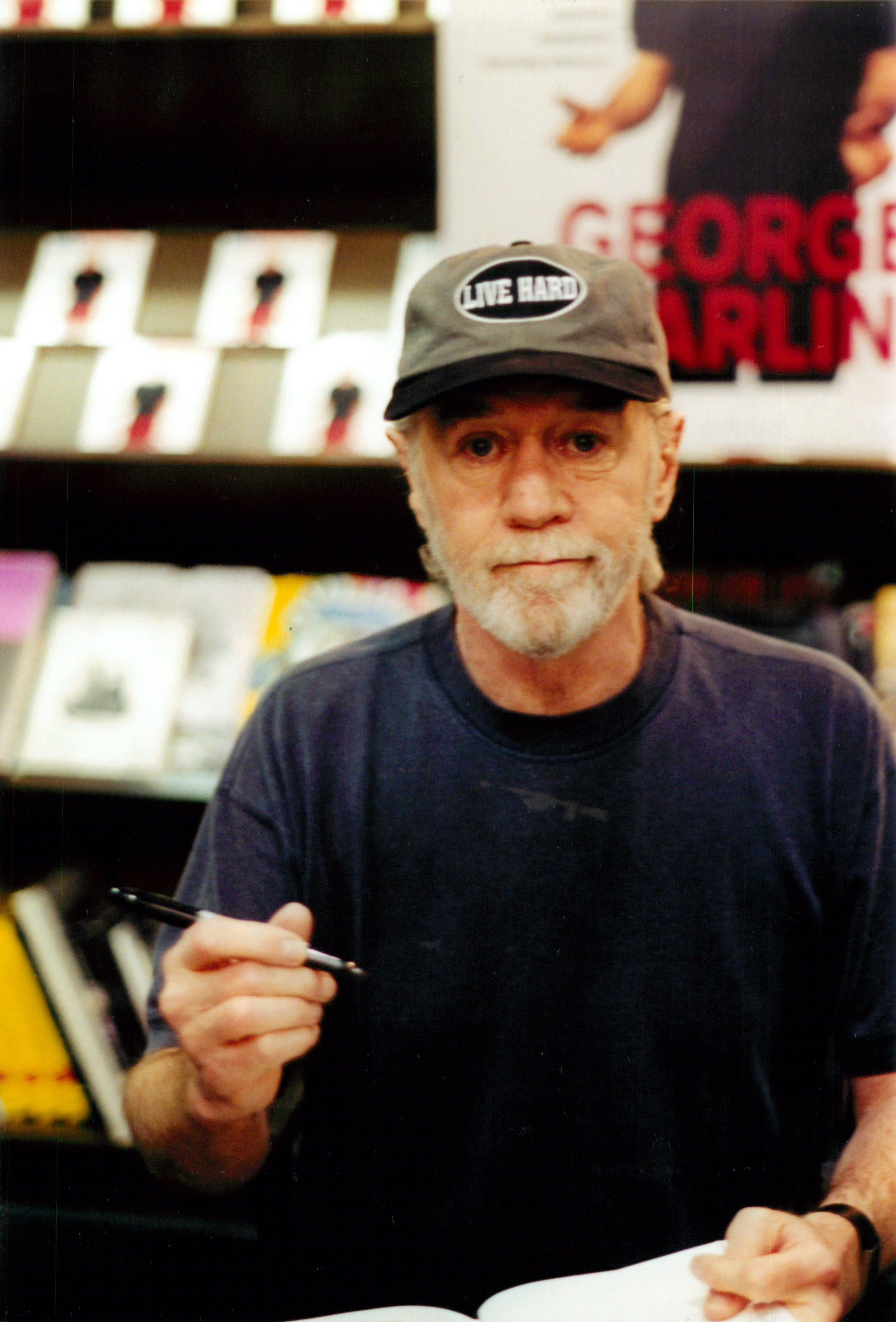
George Carlin en 1997 lors d'une séance de dédicaces à New York pour la sortie de son livre Brain Droppings.

- Sometimes a Little Brain Damage Can Help, 1984.  (ISBN 0-89471-271-3)
- Brain Droppings, 1997.  (ISBN 0-7868-8321-9)
- Napalm and Silly Putty, 2001.  (ISBN 0-7868-8758-3)
- When Will Jesus Bring the Pork Chops?, 2004.  (ISBN 1-4013-0134-7)
- Three Times Carlin: An Orgy of George, 2006.  (ISBN 978-1-4013-0243-6)
- Last Words, 2009 (posthume).

## Distinctions

### Récompenses
- 4 Grammy Awards pour FM & AM (1972), Jammin' in New York (1993), Brain Droppings (2001), Napalm & Silly Putty (2002) – les deux derniers étant des lectures de ses livres du même titre.
- 2 American Comedy Awards pour George Carlin: Back in Town (1997) et Carlin: 40 Years of Comedy (1998).
- 2001 : American Comedy Award d'honneur pour l'ensemble de sa carrière.

En 2004, la chaîne Comedy Central le classe deuxième meilleur humoriste américain de tous les temps derrière Richard Pryor mais devant Lenny Bruce.

### Nominations
4 nominations aux Emmy Awards.

## Dans la culture populaire

### Bande dessinée
Dans la série de bande dessinée Sœur Marie-Thérèse des Batignolles de Maëster, l'album no 6 « La Guère Sainte » montre le personnage de Dieu sous les traits de George Carlin, ce qui est confirmé par la petite note de l'auteur, au bas de la page 47 : « Guest star: George Carlin as god » (« Invité vedette : George Carlin en tant que dieu »).

### Web-série
Dans la saison 6 de la web-série Epic Rap Battles of History, le personnage de George Carlin est confronté à ceux de Richard Pryor, Joan Rivers, Bill Cosby et Robin Williams.